# Pearls Before Swine (Band)
Pearls Before Swine (Abk.: PBS; deutsch: Perlen vor die Säue) war eine US-amerikanische Folk-Rock-Band, die dem Psychedelic Folk bzw. Acid-Folk zugerechnet wird. Die Band wurde 1965 von Tom Rapp gegründet, der das einzige ständige Mitglied der Gruppe war und ab 1972 eine Solokarriere begann. Zwischen 1967 und 1971 veröffentlichte die Band sechs Alben.

## Geschichte
Mit einigen Schulfreunden gründete Tom Rapp 1965 in Melbourne (Florida) die Band Pearls Before Swine. Der Name stammt aus der Bergpredigt:

“Give not that which is holy unto the dogs, neither cast ye your pearls before swine, lest they trample them under their feet, and turn again and rend you.”

„Ihr sollt das Heilige nicht den Hunden geben und eure Perlen sollt ihr nicht vor die Säue werfen, damit die sie nicht zertreten mit ihren Füßen und sich umwenden und euch zerreißen.“

1967 erschien ihr erstes Album One Nation Underground, das sich mit bis zu 250.000 Exemplaren überraschend erfolgreich verkaufte. Das Nachfolgealbum Balaklava (1968) gilt vielfach als das beste der Gruppe.
Nach dem Wechsel von ESP-Disk zu Reprise Records waren die nächsten Alben These Things Too (1969), The Use of Ashes (1970), City of Gold (1971) und Beautiful Lies You Could Live In (1971) weniger experimentell.
1972 erschien auf Blue Thumb Records Tom Rapps erstes Soloalbum Stardancer, gefolgt von Sunforest im Jahr darauf. 1976 zog Rapp sich aus dem Musikgeschäft zurück, schloss sein Studium ab und arbeitete als Rechtsanwalt. 1998 spielte er wieder live auf dem Terrastock Festival in Providence (Rhode Island), zusammen mit der Band Shy Camp seines Sohnes Dave. 1999 erschien mit A Journal of the Plague Year sein erstes Album seit mehr als zweieinhalb Jahrzehnten.
Im gleichen Jahr brachte Birdman Records mit Constructive Melancholy eine PBS-Retrospektive auf den Markt. Water Music Records veröffentlichte 2003 unter dem Titel Jewels Were the Stars eine CD-Box mit den vier Alben der Jahre 1969–71 sowie ein Jahr später die Doppel-CD The Wizard of Is mit bis dahin unveröffentlichten Live- und Demoaufnahmen der Band. ESP brachte 2005 die Doppel-CD The Complete ESP-Disk Recordings mit den beiden ersten PBS-Alben heraus. 2008 erschien auf WildCat Recording Live Pearls mit Konzertaufnahmen von 1971.

## Diskografie

### Studioalben
- One Nation Underground (1967, ESP-Disk)
- Balaklava (1968, ESP-Disk)
- These Things Too (1969, Reprise)
- The Use of Ashes (1970, Reprise)
- City of Gold (1971, Reprise) (Thos. Rapp / Pearls Before Swine)
- Beautiful Lies You Could Live In (1971, Reprise) (Tom Rapp / Pearls Before Swine)
- Familiar Songs (1972, Reprise) (Tom Rapp)
- Stardancer (1972, Blue Thumb) (Tom Rapp)
- Sunforest (1973, Blue Thumb) (Tom Rapp / Pearls Before Swine)
- A Journal Of The Plague Year (1999, Woronzow) (Tom Rapp)

### Livealben
- Live Pearls (aufgenommen 1971, veröffentlicht 2008, WildCat Recording)

### Kompilationen
- Constructive Melancholy (1999, Birdman) (CD-Kompilation mit Titeln von den Reprise-Alben 1969–72)
- Jewels Were The Stars (2003, Water) (4-CD-Box der vier Reprise-Alben)
- The Wizard of Is (2004, Water) (Doppel-CD mit Live- und Demo-Aufnahmen)
- The Complete ESP-Disk Recordings (2005, ESP-Disk und WildCat) (die beiden ESP-Alben auf einer CD)

### Singles
- Morning Song / Drop Out! (1967, ESP-Disk)
- I Saw The World / Images Of April (1968, ESP-Disk)
- These Things Too / If You Don't Want To (1969, Reprise)
- Suzanne / There Was a Man (1969, Reprise)
- The Jeweller / Rocket Man (1970, Reprise)
- Marshall / Why Should I Care? (1972, Blue Thumb)